# Wilbur Trosch
Wilbur Trosch (Clairton, 2 agosto 1938 – Indianapolis, 5 maggio 2014) è stato un cestista e allenatore di pallacanestro statunitense.

## Carriera
Soprannominato "Tree", ha disputato tre stagioni alla Saint Francis University, terminando sempre come miglior realizzatore della squadra. Dal 2011 il suo nome figura nel Saint Francis University Hall of Fame.
Dopo il college venne selezionato al secondo giro del Draft NBA 1960 come 13ª scelta assoluta dai Syracuse Nationals; tuttavia non esordì mai in NBA. Giocò poi nei Peoria Cats in Amateur Athletic Union e nei New York Tucktapers in National Industrial Basketball League.
Dal 1963 al 1981 ha ricoperto l'incarico di assistente allenatore alla West Mifflin High School, divenendone successivamente capo allenatore.